# Mapa-múndi de Domingos Teixeira

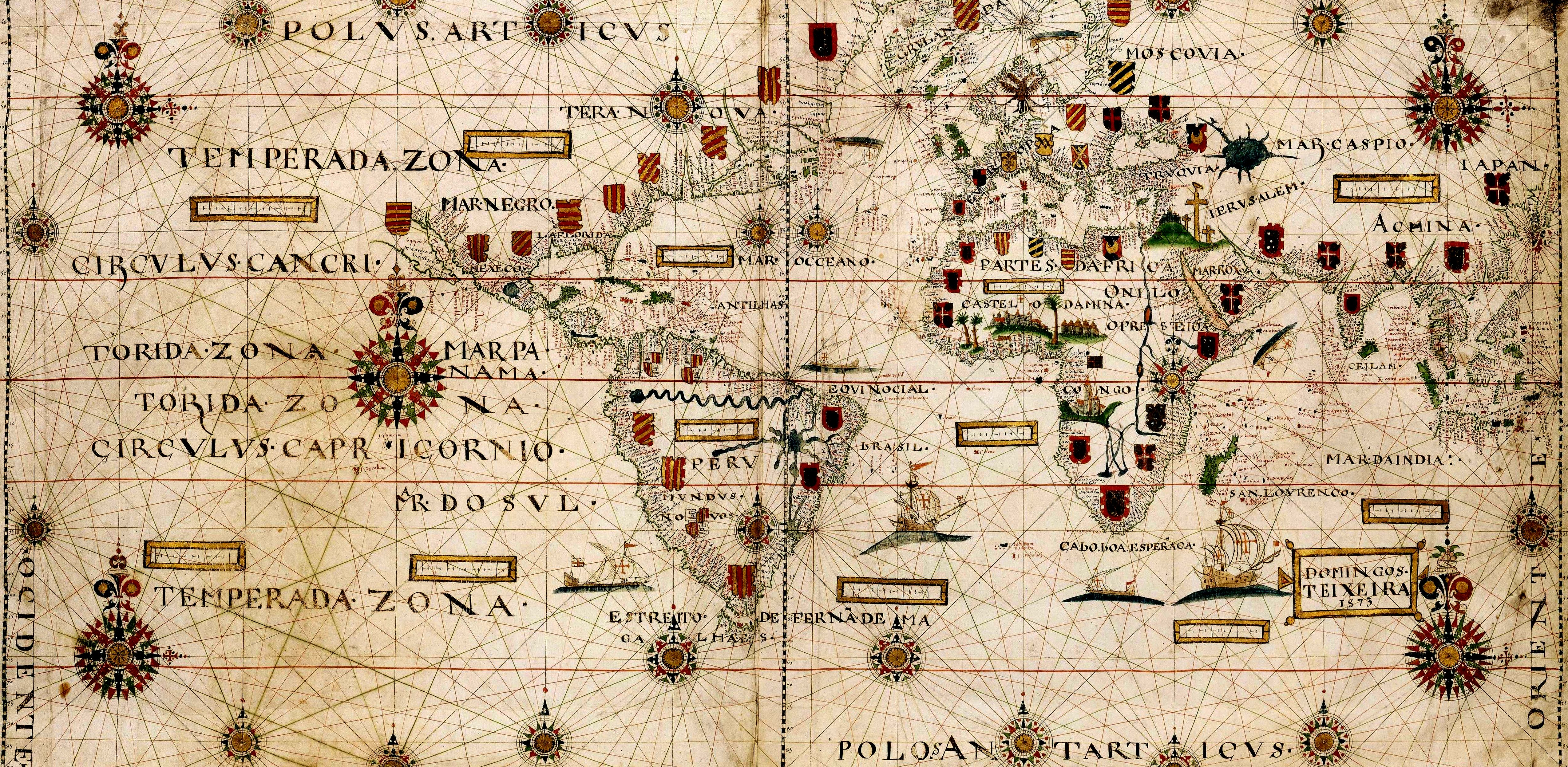
Mapa-múndi de Domingos Teixeira (1573)

O Mapa-múndi de Domingos Teixeira foi realizado por este cartógrafo português em 1573. Foi pintado à mão sobre uma peça de pergaminho. Conserva-se na Bibliothèque Nationale de France.

## Descrição
É um dos primeiros mapas-múndi completo, mostrando as rotas das especiarias, tanto a rota portuguesa de Vasco da Gama quanto a espanhola de Fernão de Magalhães (mostra a terra magalânica, ainda não circum-navegada por Ramírez de Arellano, a qual batizou como ilha de Xàtiva).
Pode-se observar o alcance do meridiano de Tordesilhas, tanto pelo lado da América (Brasil) quanto pelo lado das Filipinas, as quais, atendendo a direito, seriam de Portugal ao ficarem no "seu" hemisfério.